# Gens Lòl·lia
Lòl·lia era el nom d'una gens romana d'origen plebeu a l'antiga Roma, que apareix a la historia al segle i aC, a l'últim temps de la República.
Se la suposa d'origen samnita o sabí. Marc Lol·li Palicà, tribú de la plebs l'any 71 aC, és esmentat com a nadiu del Picè. Només un membre de la família va obtenir el consolat: Marc Lol·li, l'any 21 aC. L'únic cognom emprat durant la república, va ser el de Palicà, però més tard, durant l'imperi, en van adoptar d'altres.
Alguns dels seus membres van ser:
- Lol·li, un samnita que va quedar com a ostatge a Roma durant la guerra amb Pirros de l'Epir.
- Quint Lol·li, un cavaller romà de Sicília que tenia uns 90 anys quan Verres era pretor de l'illa (73 a 71 aC), al que un dels lloctinents de Verres va maltractar.
- Marc Lol·li, que va comparèixer en nom del seu pare Quint Lol·li en el judici contra Verres.[2]
- Quint Lol·li, assassinat mentre viatjava a Sicília per recollir proves contra Verres.[3]
- Luci Lol·li, legat de Gneu Pompeu a la guerra contra el rei Mitridates VI Eupator del Pont.
- Gneu Lol·li, triumviri nocturni condemnat juntament amb els seus col·legues per no haver arribat a temps a apagar un incendi a la Via Sacra.
- Marc Lol·li, governador de la província de Galàcia i cònsol l'any 21 aC. Era era enemic personal de Tiberi.
- Lòl·lia Paulina, néta de Marc Lol·li i casada amb Publi Memmi Règul, de qui Calígula la va fer divorciar per casar-se amb ella.
- Quint Lol·li Urbic, militar i polític romà del segle ii, governador de Britànnia entre l'any 138 i el 144.